# Área metropolitana de Cedar Rapids
El Área Metropolitana de Cedar Rapids, oficialmente Área Estadística Metropolitana de Cedar Rapids IA MSA según la denominación utilizada por la Oficina del Censo de los Estados Unidos; es un Área Estadística Metropolitana centrada en la ciudad Cedar Rapids, estado de Iowa, Estados Unidos. 
Cuenta con una población de 257.940 habitantes según el censo de 2010.

## Composición
Los 3 condados del área metropolitana y su población según los resultados del censo 2010:
- Benton – 26.076 habitantes
- Jones – 20.638 habitantes
- Linn – 211.226 habitantes

## Principales ciudades del área metropolitana
La ciudad principal es Cedar Rapids, otras comunidades con más de 5.000 habitantes son Marion, Hiawatha, Vinton, Anamosa y Vinton.